# Renée Jones-Bos

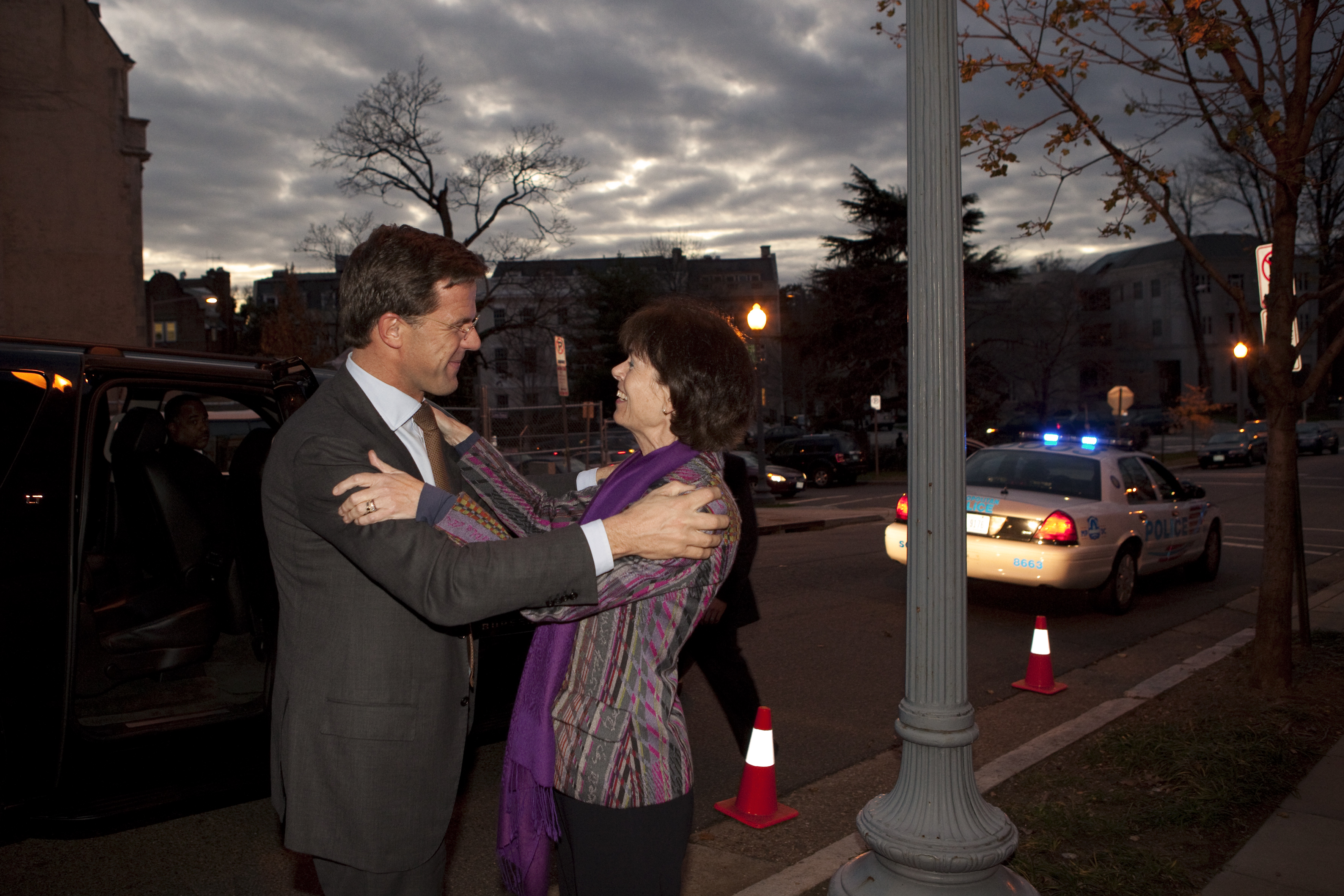
Jones-Bos, damals Botschafterin in den USA, begrüßt im Jahr 2011 den niederländischen Ministerpräsidenten Mark Rutte in Washington, D.C.

Regina Veronica Maria „Renée“ Jones-Bos (* 20. Dezember 1952 in Oud-Beijerland) ist eine niederländische Beamtin und ehemalige Diplomatin. Sie war von 2008 bis 2012 Botschafterin der Niederlande in den Vereinigten Staaten und ist Generalsekretärin, oberste Beamtin, des niederländischen Außenministeriums.

## Ausbildung
Nach Beendigung ihrer schulischen Laufbahn studierte Regina „Renée“ Jones-Bos bis 1972 in Perugia Italienisch. 1976 erreichte sie ein Diplom der Universität Antwerpen in Politikwissenschaft, Wirtschaftswissenschaft, Russisch und Englisch. 1977 erreichte sie den Master of Arts der britischen Universität Sussex in Russistik. Jones-Bos durchlief bis 1981 eine diplomatische Ausbildung im niederländischen Außenministerium.

## Karriere
Von 1977 bis 1978 war Jones-Bos als Übersetzerin und Dolmetscherin tätig. Von 1979 bis 1980 war sie als Mitarbeiterin der niederländischen Botschaft in der Sowjetunion tätig. 1981 trat sie in den Dienst des niederländischen Außenministeriums. Jones-Bos arbeitete in den Botschaften in Dhaka (Bangladesch), Paramaribo (Suriname), Washington, D.C. (USA) und, nach einer Zeit im Außenministerium von 1990 bis 1994, in Prag (Tschechien). Ab 1998 hatte sie Stellen im Außenministerium, wie Koordinatorin für den UN-Sicherheitsrat, Sonderbotschafterin für Menschenrechte und Generaldirektorin für Regionalpolitik und konsularische Angelegenheiten, inne. Jones-Bos war ab 2008 niederländische Botschafterin in den Vereinigten Staaten. Seit 2012 ist sie Generalsekretärin des niederländischen Außenministeriums.
Jones-Bos spricht Niederländisch, Englisch, Deutsch, Französisch, Russisch und grundlegend Italienisch. Die niederländische feministische Zeitschrift Opzij wählte sie zur mächtigsten Frau 2012.